# Craterellus cornucopioides
Craterellus cornucopioides (L.) Pers., Mycol. eur. (Erlanga) 2: 5 (1825).
Il Craterellus cornucopioides, chiamato comunemente trombetta dei morti, è un fungo basidiomicete parente stretto dei più ben noti Cantharellus, o finferli, presente nei boschi e nelle foreste di latifoglie decidue dell'Appennino, specie quello centro-settentrionale, e delle Alpi ma è presente anche nelle due isole maggiori, in particolare in Sardegna in boschi di leccio e corbezzolo. Cresce in boschi di faggio e altre latifoglie decidue, raramente sotto conifere pure. Si usa come essiccato e polverizzato per condimenti o consumato fresco.

## Etimologia
Il nome scientifico deriva dal latino e dal greco craterellus = piccola coppa e cornucopia = corno dell'abbondanza, per la sua forma tipica. Il nome comune trombetta dei morti è dato non tanto per il colore scuro, ma perché spunta intorno al 2 novembre, giorno della Commemorazione dei Defunti.

## Descrizione della specie
Fungo di modeste dimensioni simile al cantharellus cibarius, dal corpo fruttifero floscio e membranaceo, a forma di trombetta (cornucopia) e imbutiforme, con cappello cavo che non supera gli 8 cm. Si presenta nero all'interno e grigio cenere/argento all'esterno. Ha profonde cavità lungo tutto il gambo fino alla base, il margine del carpoforo è irregolare e ripiegato verso la superficie esterna, di forma ondulata, lobata ed elastica.
La trombetta dei morti è un fungo autunnale poco appariscente, facilmente confondibile con le foglie in decomposizione su cui cresce, dalla forma e colore non particolarmente attraenti. Solitamente è di piccole dimensioni, per cui occorre raccogliere parecchi esemplari per farne un uso decente in cucina, anche se nei siti di crescita più adatti può raggiungere grossezze maggiori. La caratteristica forma a cornucopia (a trombetta) floscia e il colore grigio-nerastro fuligginoso lo contraddistinguono da altre specie fungine e rappresentano la sua particolarità.

### Cappello

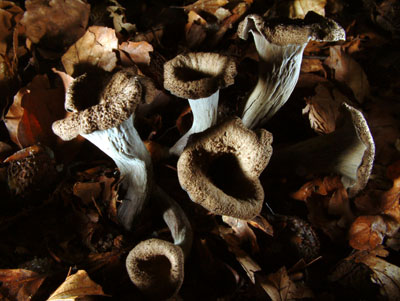
Esili trombette dei morti che spuntano dalla lettiera di foglie in decomposizione

Il cappello di questo fungo si presenta sottile, di colore nerastro e fragile, con margine arrotolato. Ha dimensioni di 2÷8 cm x 8÷12 cm, forma di tromba, è interamente cavo sino alla base del gambo. Il colore varia da bruno grigiastro, con tempo secco, a nero brillante, con tempo umido.

### Imenio
La superficie esterna fertile (imenio) del fungo si presenta liscia senza pieghe o pseudo-lamelle negli esemplari giovani, divenendo progressivamente rugosa e venosa a maturità, dando al fungo un aspetto lugubre. Ha colore solitamente grigio cenere o grigio-bluastra, a seconda del grado di maturazione, ed è cosparsa di una fine polverina. La superficie interna, particolarmente evidente nel cappello, si presenta invece tomentosa, di colore grigio-fuligginosa o nerastra, cosparsa da squamette più scure che divengono evidenti man mano che il fungo invecchia e schiarisce.
Se il tempo è piovoso tutto l'imenio diviene nerastro.

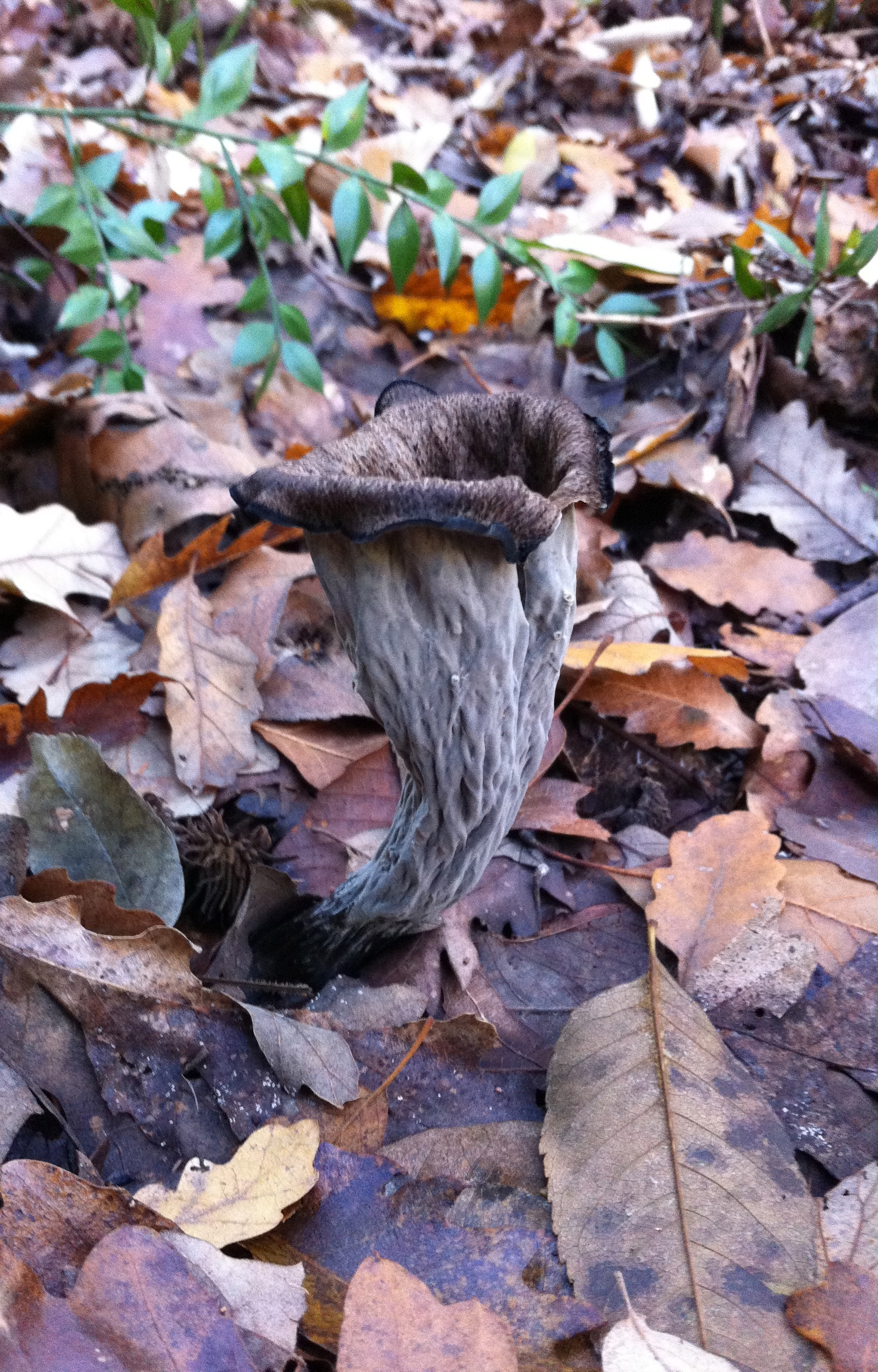
Tromba di morto, rinvenuta a Sasso Pisano, nell'Antiappennino toscano

### Gambo
Gambo imbutiforme, fibroso, cavo fino in profondità e in continuità con il cappello, costituito solamente dallo strato corticale che sostiene l'intero carpoforo. È elastico, floscio, irregolare nella forma, la superficie è senza lamelle. Ha dimensioni di 2–6 cm, e risulta quasi completamente inglobato dal collo a imbuto del cappello, del quale costituisce, a vista, la parte inferiore.

### Carne
La poca carne che la trombetta dei morti possiede si presenta inizialmente grigia, poi subito nera, scarsa, sottile ed elastica.
- Odore: odore gradevole, fungino, lievemente fruttato e dal forte aroma tartufato, molto più intenso se il fungo viene essiccato. Non a caso questo fungo è conosciuto anche come tartufo dei poveri.
- Sapore: molto caratteristico, eccellente, fungino con retrogusto dolciastro e aromatico che ricorda il tartufo; leggermente astringente.

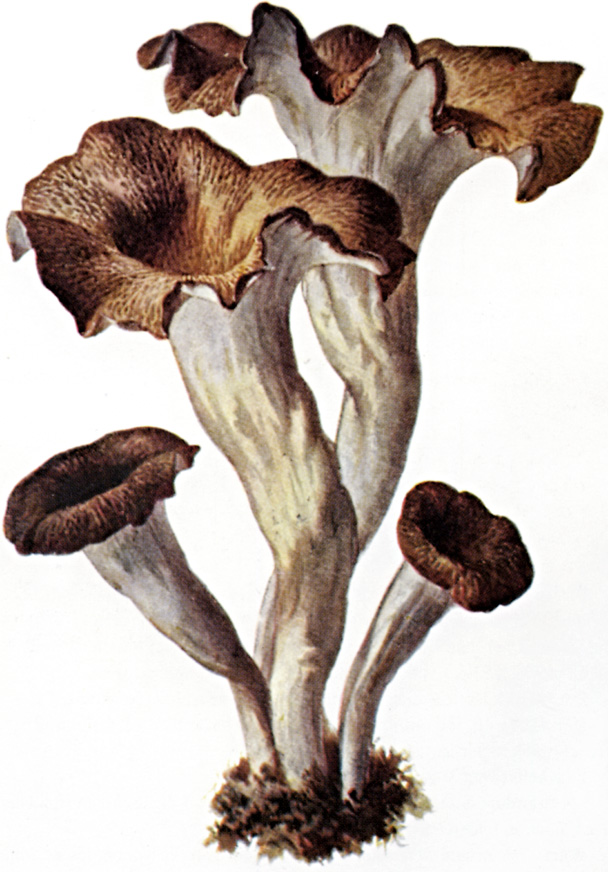
Illustrazione di C. cornucopioides

### Spore
Spore bianche in massa, di 10÷17 x 6÷11 µm, ellittico-ovoidali, lisce, guttulate, ialine (trasparenti), non amiloidi. La zona fertile è situata nella parte esterna del corpo fruttifero, è di colore grigio cenere-brunastra ed è formata da strie disposte verticalmente, che schiariscono con l'età (fungo leucosporeo). I basidi contengono 2 spore.

## Habitat

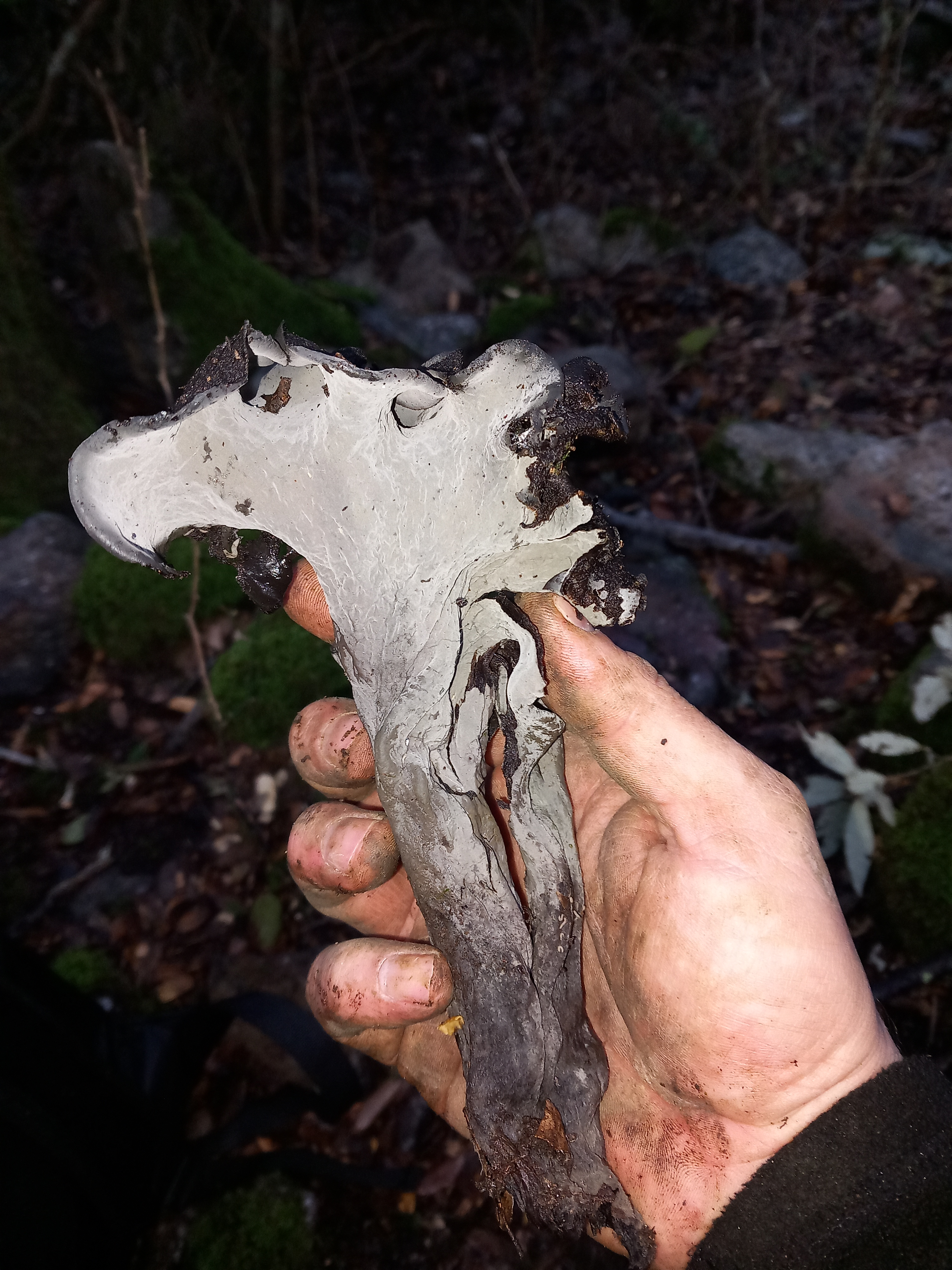
Craterellus cornucopioides ritrovato sotto bosco di corbezzolo nei pressi di Domusnovas (SU) in Sardegna.

La trombetta dei morti è un fungo Saprotrofo o saprofago che cresce dalla tarda estate all'autunno inoltrato (con un picco di crescita variabile negli ultimi giorni di ottobre-novembre), alla fine della stagione micologica. Si ritrova a gruppi talvolta molto numerosi e più raramente in esemplari singoli, su terreni umidi (preferibilmente calcarei) all'interno di boschi e foreste di latifoglie decidue, raramente conifere. Sviluppa spesso vicino a ceppaie marcescenti, sotto fogliame in decomposizione e in zone muschiose. Diffusa in Europa, Nordamerica, Giappone e Corea; in Italia è presente in Appennino e nelle quote basse delle Alpi oltre che in Sicilia e Sardegna. Ha una particolare affinità con i boschi di faggio, con le faggeto-abetine e con castagno, carpino nero e querce varie. In Sardergna lo si trova in boschi di leccio e corbezzolo. Può crescere anche lungo piccoli corsi d'acqua o fossati all'interno dei boschi. È un fungo particolarmente difficile da trovare a causa del suo colore poco appariscente e facilmente confondibile con il fogliame autunnale.

## Commestibilità
Ottima , eccellente in cucina cucinato nei primi di pasta fresca con burro, panna e prezzemolo o nei misti di funghi, ottimo nei risotti e con la selvaggina. Si presta molto bene all'essiccazione per la preparazione della polvere di fungo (ma non rende molto date le piccole dimensioni e la scarsa consistenza della carne), che viene utilizzata come prelibato condimento. Sapore e odore ricordano il tartufo e può essere impiegato come sostituto di quest'ultimo.

## Nomi comuni
- Trombetta dei morti
- Tartufo dei Poveri[2]
- Corno dell'Abbondanza[2]

## Sinonimi e binomi obsoleti
- Agaricus cinereus Batsch
- Cantharellus cornucopioides (L.) Fr., Systema mycologicum (Lundae) 1: 321 (1821)
- Craterella nigrescens Pers.
- Craterellus ochrosporus Burt, Ann. Mo. bot. Gdn 1: 334 (1914)
- Helvella punctata Jul. Schäff.
- Merulius cornucopioides (L.) With., Bot. Arr. Brit. Pl., Edn 2 3: 281 (1792)
- Merulius cornucopioides (L.) Pers., Synopsis Methodica Fungorum (Göttingen): 491 (1801)
- Merulius pezizoides J.F. Gmel.
- Merulius purpureus With., Bot. Arr. Brit. Pl., Edn 2 3: 280 (1792)
- Pezicula cornucopioides (L.) Paulet
- Peziza cornucopioides L., Species Plantarum: 1181 (1753)
- Pleurotus cornucopioides (Pers.) Gillet, Hyménomycètes (Alençon): 345 (1876)
- Sterbeeckia cornucopioides (L.) Dumort